# Вениано
Вениа̀но (на италиански: Veniano; на ломбардски: Venian, Вениан) е малко градче и община в Северна Италия, провинция Комо, регион Ломбардия. Разположено е на 316 m надморска височина. Населението на общината е 3044 души (към 2017 г.).